# James Cleverly
James Spencer Cleverly, född 4 september 1969, är en brittisk politiker som representerar Konservativa partiet. Han var Storbritanniens inrikesminister 2023–2024.
Cleverly har varit ledamot av brittiska underhuset från valkretsen Braintree i Essex sedan 2015. Han var biträdande ordförande för Konservativa partiet från 2018 till 2019, under regeringen May II. Efter att Boris Johnson blev premiärminister i juli 2019 utsågs Cleverly till minister utan portfölj och delade posten som ordförande för Konservativa partiet med Ben Elliot.
I en regeringsombildning i februari 2020 blev han minister för Mellanöstern och Nordafrika, en av de juniora ministerposterna inom utrikesdepartementet, från december 2021 minister för Mellanöstern, Nordafrika och Nordamerika samt från februari 2022 minister för Europa och Nordamerika.
I juli 2022 efterträdde han Michelle Donelan som utbildningsminister. Efter att Liz Truss tillträdde som premiärminister i september 2022 blev Cleverly utrikesminister och behöll posten när Rishi Sunak blev premiärminister i oktober 2022. I en regeringsombildning i november 2023 flyttades Cleverly till posten som inrikesminister, och efterträddes av David Cameron på utrikesministerposten.
Efter att Konservativa partiet förlorat parlamentsvalet 2024 avgick Rishi Sunak som partiledare. Cleverly var en av sex kandidater som ställde upp i det partiledarval där Sunaks efterträdare utsågs. Han gick vidare i de tre första valomgångarna, men slogs ut i den fjärde och kom på tredje plats.